# Grafički procesor
Grafički procesor, GPU, grafička procesorska jedinica ili grafički čip (engl. Graphics Processing Unit, ponekad i engl. Visual Processing Unit ili VPU) je procesor specijaliziran za prikazivanje obične i napredne računarske grafike. Grafički čip se obično nalazi na grafičkim karticama ili matičnim pločama. 
Od njega u najvišoj meri zavise mogućnosti grafičke kartice, a u puno manjoj meri od količine memorije na istoj. Grafički procesor obavlja glavni zadatak obrađivanja scene, dok memorija služi kao spremnik za teksture i ostale neophodne podatke. Što je brža memorija na grafičkoj kartici, to brže ona može da pohranjuje i dostavlja podatke koje GPU obrađuje.
Grafički čip je isprogramiran tako da veoma brzo obrađuje razne vrste grafike. Prvi grafički čipovi su imali primitivne operacije kojima se iscrtavanje trouglova, krugova i uglova izvršavalo mnogo brže, što ujedno znači da je glavni procesor oslobođen i ne mora izvršavati te operacije što rezultuje u ukupno većoj brzini sistema. Svi noviji čipovi imaju podršku za obrađivanje jednostavnih i naprednih 3D i video operacija.

## Proizvođači grafičkih čipova
- nVIDIA
- ATi Technologies (sada deo AMD-a)
- Intel
- Matrox
- S3 Graphics
- SiS
- VIA
- Fujitsu
- 3Dlabs
- XGI Technology
- 3dfx (sada deo NVIDIE)
- Falanx Microsystems - Mali - sada ARM Norveška

## Spoljašnje veze
- techPowerUp! GPU Baza podataka
- NVIDIA - Šta je to GPU?
- Toms Hardware GPU vodič za početnike[мртва веза]
- GPUReview.com GPU baza podataka
- Adrian Rojak Pot, Uporedba grafičkih kartica